# Стрельба на летней Универсиаде 2019
Пулевая стрельба Универсиаде 2019 — соревнования по стрельбе в рамках летней Универсиады 2019 года прошли с 4 июля по 9 июля в итальянском городке Беневенто. Были разыграны 15 комплектов наград.

## История
Стрельба — факультативная дисциплина в программе Универсиады. Впервые появилась в Бангкоке в 2007 году. Затем была вновь представлена в 2011, 2013 и 2015 годах.
На прошлой Универсиаде в Тайбэе соревнования в этом виде спорта не проводились.

## Правила участия
Мероприятия по стрельбе будут организованы в соответствии с последним техническим регламентом Всемирной федерации стрельбы.
В соответствии с Положением FISU, спортсмены должны соответствовать следующим требованиям для участия во Всемирной универсиаде (статья 5.2.1):
- До соревнований допускаются студенты обучающиеся в настоящее время в высших учебных заведениях, либо окончившие ВУЗ не более года назад.
- Все спортсмены должны быть гражданами страны, которую они представляют.
- Участники должны быть старше 17-ти лет, но младше 28-ми лет на 1 января 2019 года (то есть допускаются только спортсмены родившиеся между 1 января 1991 года и 31 декабря 2001 года).

## Календарь
| ЦО | Церемония открытия | ● | Квалификации | 2 | Финалы соревнований | ЦЗ | Церемония закрытия |

| Июль     | 2 Вт | 3 Ср | 4 Чт | 5 Пт | 6 Сб | 7 Вс | 8 Пн | 9 Вт | 10 Ср | 11 Чт | 12 Пт | 13 Сб | 14 Вс | Соревнования |
| -------- | ---- | ---- | ---- | ---- | ---- | ---- | ---- | ---- | ----- | ----- | ----- | ----- | ----- | ------------ |
| Стрельба |      | ЦО   | 1    | 3    | 2    | 1    | 3    | 5    |       |       |       |       | ЦЗ    | 15           |

## Результаты

### Мужчины
| Дисциплина                           | Золото                                      | Серебро                                               | Бронза                                        |
| ------------------------------------ | ------------------------------------------- | ----------------------------------------------------- | --------------------------------------------- |
| Пневматическая винтовка 10 метров    | Патрик Яни Словакия                         | Пак Ха Чжун Республика Корея                          | Евгений Панченко Россия                       |
| Пневматическая винтовка 10 м команды | Китай Кан Чжэнго Ван Юэфэн Чжан Чаосюаньчжу | Иран Хади Гхарбахи Амирмохамад Накунам Махьяр Седагат | Словакия Патрик Яни Матей Медвед Штефан Шулек |
| Пневматический пистолет 10 метров    | Пак Дэ Хун Республика Корея                 | Чжан Бовэнь Китай                                     | Саджад Лафмеджани Индия                       |
| Трап. Мужчины                        | Ян Кун Пи                                   | Филип Маринов Словакия                                | Адриан Дробны Словакия                        |
| Скит                                 | Николас Василиу Кипр                        | Тими Валлиониеми Финляндия                            | Синх Баджва Индия                             |

### Женщины
| Дисциплина                           | Золото                                                         | Серебро                                          | Бронза                                           |
| ------------------------------------ | -------------------------------------------------------------- | ------------------------------------------------ | ------------------------------------------------ |
| Пневматическая винтовка 10 метров    | Люси Браздова Чехия                                            | Элавенил Валариван Индия                         | Лин Ин Син                                       |
| Пневматическая винтовка 10 м команды | Польша Наталья Кочаньская Катажина Комаровская Анета Станкевич | Китайский Тайбэй Чэнь Юн Юн Лин Ин Син Цай И Тин | Индия Нина Чандел Айюши Гупта Элавенил Валариван |
| Пневматический пистолет 10 метров    | Дорса Арабшахи Иран                                            | Ханиех Ростамян Иран                             | Ким Минджон Республика Корея                     |
| Трап                                 | Лю Ван Ю Тайвань                                               | Фьямметта Росси Италия                           | Сарсенкул Рысбекова Казахстан                    |
| Скит                                 | Кьяра Ди Марциантонио Италия                                   | Зоя Кравченко Казахстан                          | Гана Адамкова Чехия                              |

### Микст
| Дисциплина                    | Золото                                   | Серебро                                  | Бронза                                  |
| ----------------------------- | ---------------------------------------- | ---------------------------------------- | --------------------------------------- |
| 10 м. Пневматическая винтовка | Иран Наджмех Хедмати Махьяр Седагат      | Республика Корея Се Чжи Ву Нам Тэ Юн     | Россия Мария Иванова Евгений Панченко   |
| 10 м. Пневматический пистолет | Тайвань Ю Аи Вен Куо Куан Тин            | Республика Корея Ким Мин Чжун Пак Дэ Хун | Италия Мария Варриччьо Дарио Ди Мартино |
| Трап                          | Италия Симоне Д’Амброзио Фьямметта Росси | Тайвань Лю Ван Ю Ян Кун Пи               | Испания Кристина Бельтран Айтор Кармона |

## Медальный зачёт в теннисе
| Место | Страна           | Золото | Серебро | Бронза | Всего |
| ----- | ---------------- | ------ | ------- | ------ | ----- |
| 1     | Китайский Тайбэй | 3      | 2       | 1      | 6     |
| 2     | Иран             | 2      | 2       | 1      | 5     |
| 3     | Италия           | 2      | 1       | 1      | 4     |
| 4     | Южная Корея      | 1      | 2       | 1      | 5     |
| 5     | Словакия         | 1      | 1       | 2      | 4     |
| 6     | Чехия            | 1      | 0       | 1      | 2     |
| 7     | Китай            | 1      | 1       | 0      | 2     |
| 8     | Польша           | 1      | 0       | 0      | 1     |
| 9     | Кипр             | 1      | 0       | 0      | 1     |
| 10    | Индия            | 0      | 1       | 2      | 3     |
| 11    | Казахстан        | 0      | 1       | 1      | 2     |
| 12    | Финляндия        | 0      | 1       | 0      | 1     |
| 13    | Россия           | 0      | 0       | 2      | 2     |
| 14    | Испания          | 0      | 0       | 1      | 1     |
| Всего | Всего            | 13     | 13      | 13     | 39    |